# القضاء على المثقفين
القضاء على المثقفين Intelligenzaktion ( تُلفظ بالألمانية: [ɪntɛliˈɡɛnt͡s.akˌt͡sjoːn] ، أو إطلاق النار الجماعي على يد المخابرات، كانت جريمة قتل جماعي لم تكن دائماً سرية، قامت بها ألمانيا النازية ضد المثقفين البولنديين (المعلمين والكهنة والأطباء وغيرهم ) في أوائل الحرب العالمية الثانية (1939-1945) . تم إجراء هذه العمليات لتحقيق توطين المناطق الغربية من بولندا المحتلة، قبل ضم الأراضي إلى الرايخ الألماني.
قتلت عمليات القتل الجماعي لـ100،000 بولندي. عن طريق الاختفاء القسري، قام النازيون بسجن وقتل مواطنين مختارين من المجتمع البولندي، الذين تم تحديدهم قبل الحرب كأعداء للرايخ؛ دفنوا في مقابر جماعية في أماكن نائية.  لتسهيل عملية تهجير سكان بولندا، قام النازيون بترويع الجماهير العامة من خلال عمليات إعدام موجزة للجمهور من المثقفين وقادة المجتمع المختارين، قبل تنفيذ عمليات طرد السكان من بولندا المحتلة. الجلادون في فرق موت " اينساتزغروبن" وميليشيا "فولكسديوتشر سيلبستشوتز"، وهي ميليشيا الأقلية الألمانية، بأن عمل الشرطة كان يهدف إلى القضاء على الأشخاص الخطرين سياسيا من المجتمع البولندي. 

## هدف

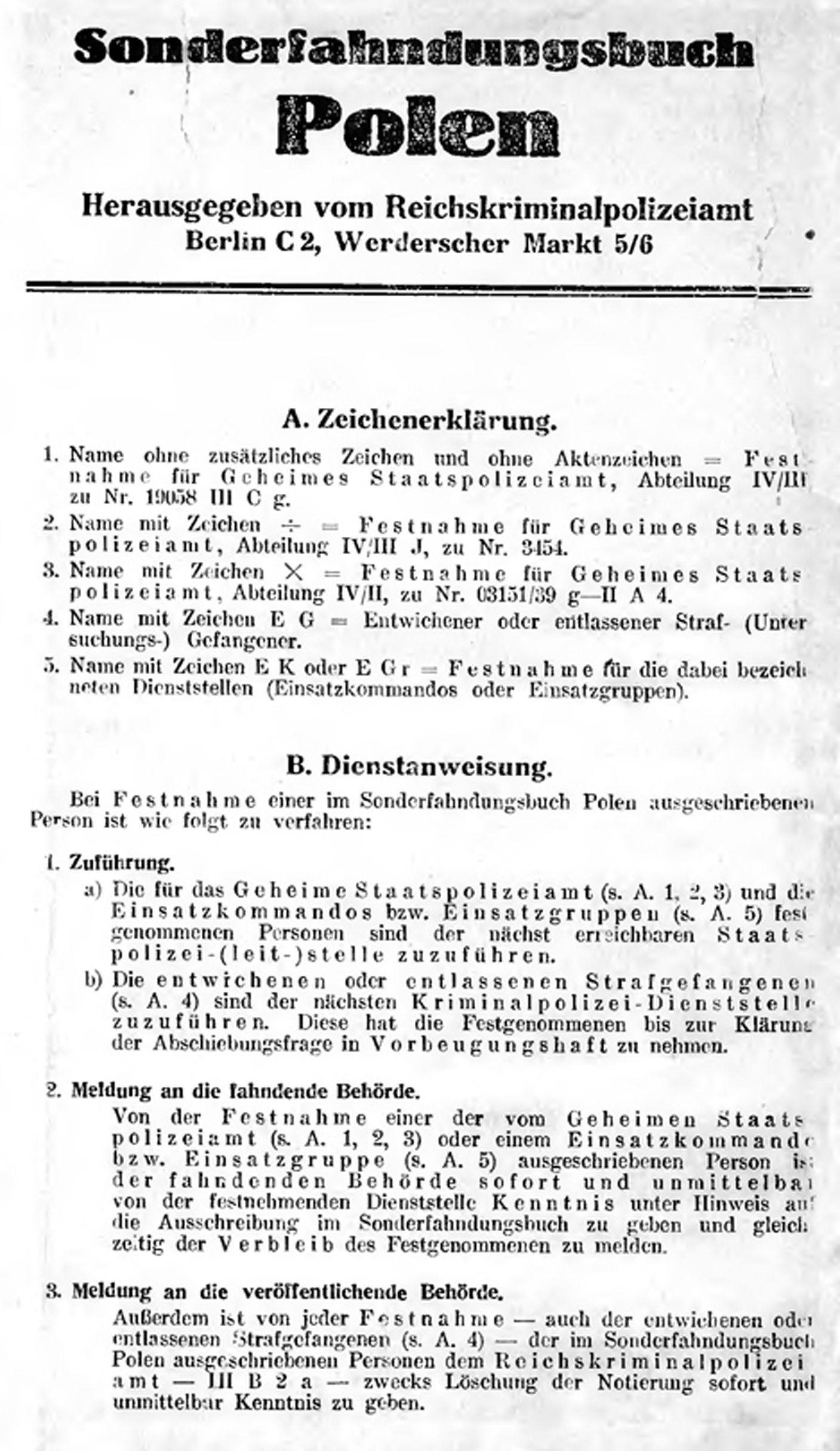
كتاب الادعاء الخاص - بولندا - قوائم من 60,000 هدف على قائمة القضاء على المثقفين.

أمر أدولف هتلر بقتل المثقفين والنخب الاجتماعية في بولندا لمنعهم من تنظيم البولنديين ضد أسيادهم الألمان، وإحباط احتلال واستعمار البلاد؛ القتل الجماعي كان يجب أن يحدث قبل ضم بولندا إلى الرايخ الجرماني الكبير:
اعتبرت العنصرية النازية أن النخبة البولندية هي الأكثر ترجيحًا للدم الألماني، لأن أسلوبهم في القيادة الديناميكية يتناقض بشكل إيجابي مع «القدرية السلافية» للشعب الروسي؛  ومع ذلك، كان إبادة هؤلاء الزعماء الوطنيين ضروريًا، لأن وطنيتهم (السلطة الأخلاقية) من شأنها أن تمنع عملية التطويع الشامل لجماهير بولندا المستعبدة. 

## الطريقة
عند السيطرة على بولندا، قام النازيون الألمان بالقبض على ما يقرب من 61000 شخص وسجنهم وقتلهم كأعداء للرايخ الألماني، وتم تحديدهم جميعًا على أنهم من المثقفين في كل مدينة وبلدة وقرية. تم سرد كل سيرة رجل وامرأة ذاتية في كتاب الادعاء الخاص - بولندا ( Sonderfahndungsbuch Polen )، الذي جمعه مواطنون ألمان بولنديون موالون للحزب النازي في الرايخ الألماني قبل الحرب لصالح الشرطة الألمانية وقوات الأمن التابعة لشرطة الأمن سيبو ) والشرطة الأمنية الألمانية (خدمة الأمن).
كانت أينزاتسغروبن وفولكسدويتشر سيلبستشوتز، ميليشيا الدفاع عن النفس التابعة للأقلية الألمانية في بولندا، حيث قتلتا المثقفين الذين تم تحديدهم في كتاب الادعاء الخاص - بولندا.  وإدراكًا منهم أنهم سيقتلون المدنيين العزل، فقد عزز قادة الميليشيات شبه العسكرية الروح المعنوية بتعليمات أيديولوجية وعنصرية للجندي - رجال الشرطة، بأن دورهم السياسي في التطهير العرقي لبولندا (عمليات الإعدام، ومكافحة التمرد، والشرطة) سيكون أكثر صعب من القتال في معركة ضد الجنود؛ كما لاحظ مارتين بورمان، في اجتماع (2 أكتوبر 1940) بين هتلر وهانس فرانك: 
كجزء من جنرالبلان أوست، كان الهدف السياسي للقضاء على المثقفين هو إبادة النخبة من المجتمع البولندي، الذي عرفه النازيون على نطاق واسع باسم زلاتشتا (النبلاء البولنديون)، المثقفون، المعلمون، الأخصائيون الاجتماعيون، القضاة، المحاربون القدامى العسكريون، القساوسة ورجال الأعمال. يمكن لأي رجل وامرأة بولندي التحق بالمدرسة الثانوية، وبالتالي توفير القيادة القومية لمقاومة الاحتلال النازي في بولندا. 